# Eleccions generals d'Itàlia de 1924
Les eleccions generals es van celebrar a Itàlia el 6 d'abril de 1924. Es trobaven sota la Llei Acerbo, que establia que el partit amb la major part dels vots rebria automàticament dos terços dels escons al Parlament, sempre que rebessin més del 25 % dels vots. La Llista Nacional de Benito Mussolini (una aliança amb els liberals i conservadors) va utilitzar tàctiques d'intimidació, resultant en una victòria per allau i una majoria subsegüent de dos terços. Aquesta va ser l'última elecció lliure a Itàlia fins a 1946.

## Sistema electoral
El novembre de 1923, el Parlament va aprovar la Llei Acerbo, que va declarar que el partit guanyava la major part dels vots, sempre que tinguessin almenys el 25% dels vots, i que guanyés dos terços dels escons al parlament. La tercera part restant es va repartir entre els altres partits proporcionalment.

## Història

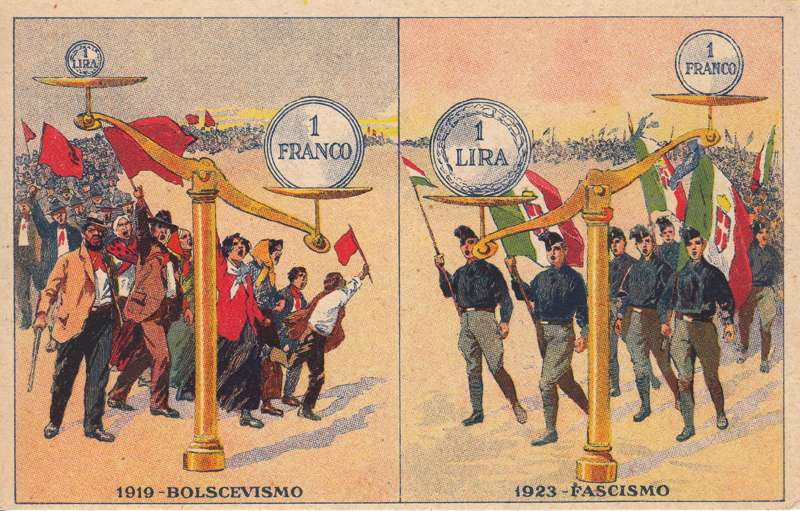
Propaganda feixista.

El 22 d'octubre de 1922, el jove capdavanter del Partit Nacional Feixista, Benito Mussolini, va intentar un cop d'estat que va ser titulat per la propaganda feixista, la marxa sobre Roma, en la qual van participar gairebé 30.000 feixistes. Els cuadrúviros que dirigien el Partit Feixista, el General Emilio De Bono, Italo Balbo (un dels ras més famosos), Michele Bianchi i Cessés María de Vecchi, van organitzar la marxa mentre el Duce es perdia la major part de la marxa (encara que va autoritzar fotos que li van ser preses juntament amb els manifestants feixistes). Els generals Gustavo Fara i Sante Ceccherini van assistir als preparatius de la marxa del 18 d'octubre. Altres organitzadors de la marxa van incloure el Marquès Dino Perrone Compagni i Ulisse Igliori.
El 24 d'octubre de 1922, Mussolini va declarar davant 60.000 persones al Congrés feixista de Nàpols: "El nostre programa és simple: volem governar Itàlia". Els camises negres van ocupar alguns punts estratègics del país i van començar a traslladar-se a la capital. El 26 d'octubre, l'ex primer ministre Antonio Salandra va advertir a l'actual primer ministre Luigi Facta que Mussolini estava exigint la seva dimissió i que s'estava preparant per marxar sobre Roma. No obstant això, Facta no va creure a Salandra i va pensar que Mussolini governaria silenciosament al seu costat. Luigi Facta (que havia renunciat però continuava mantenint el poder), per fer front a l'amenaça de les bandes de les tropes feixistes que ara es reunien fora de Roma, va ordenar un estat de lloc per a Roma. Havent tingut converses prèvies amb el rei sobre la repressió de la violència feixista, estava segur que el rei estaria d'acord. No obstant això, el rei Víctor Emmanuel III es va negar a signar l'orde militar. El 28 d'octubre, el rei va lliurar el poder a Mussolini, que estava recolzat per l'exèrcit, la classe empresarial i la dreta.
La marxa en si estava composta per menys de 30.000 homes, però el rei temia una guerra civil, no considerava suficientment fort el govern anterior, mentre que el feixisme ja no era vist com una amenaça per l'establiment. A Mussolini se li va demanar que formés el seu gabinet el 29 d'octubre de 1922, mentre que uns 25.000 camises negres van desfilar a Roma. Mussolini va arribar així legalment al poder, d'acord amb el Statuto Albertino i la Constitució italiana. La marxa sobre Roma no va ser la conquesta del poder que el feixisme va celebrar més tard, sinó la força precipitadora darrere d'una transferència de poder dins del marc de la constitució. Aquesta transició va ser possible gràcies al lliurament de les autoritats públiques davant la intimidació feixista. Molts líders empresarials i financers creien que seria possible manipular a Mussolini, dels quals els primers discursos i polítiques emfatitzaven l'economia del lliure mercat i del laissez faire. Això va demostrar ser massa optimista, ja que la visió corporativista de Mussolini emfatitzava el poder estatal total tant sobre les empreses com a sobre els individus, a través dels òrgans governamentals ("corporacions") controlats pel partit feixista, un model en el qual les empreses van retenir les responsabilitats de propietat; Cap de les llibertats.
Tot i que el cop va fracassar en donar poder directament al Partit Feixista, no obstant això va resultar en un acord paral·lel entre Mussolini i el rei Víctor Manuel III que va fer Mussolini el cap del govern italià.
Poques setmanes després de les eleccions, el dirigent del Partit Socialista Unitari, Giacomo Matteotti, va demanar, durant el seu discurs davant el Parlament, que les eleccions fossin anul·lades per les irregularitats.
Però després d'uns dies, el 10 de juny, Matteotti va ser assassinat pels camises negres feixistes i el seu assassinat va provocar una crisi momentània al govern de Mussolini. Mussolini va ordenar un encobriment, però els testimonis van veure el cotxe que transportava el cos de Matteotti aparcat fora de la residència de Matteotti, que va unir a Amerigo Dumini, un feixista prominent en l'escorta personal de Mussolini, a l'assassinat.
Mussolini va confessar més tard que alguns homes resolts podrien haver alterat l'opinió pública i iniciat un cop d'estat que hauria portat al feixisme. Dumini va ser empresonat durant dos anys. Quan el van alliberar, Dumini va dir a altres persones que Mussolini era responsable, per la qual cosa va complir més temps a la presó.
Els partits d'oposició van respondre feblement o en general no van respondre. Molts socialistes, liberals i moderats van boicotejar al Parlament en la Secessió del Aventino, amb l'esperança d'obligar a Víctor Emmanuel a destituir a Mussolini.
El 31 de desembre de 1924, els líders de la Camisa negra es van reunir amb Mussolini i li van donar un ultimàtum -aixafar a l'oposició o ho farien sense ell-. Tement una revolta pels seus propis militants, Mussolini va decidir deixar caure tots els paranys de la democràcia.
El 3 de gener de 1925, Mussolini va fer un truculent discurs davant la Cambra de Diputats en què va assumir la responsabilitat de la violència dels escuders (encara que no va esmentar l'assassinat de Matteotti). Aquest discurs es pren generalment com el començament de la dictadura feixista perquè va ser seguit per diverses lleis que restringien o cancel·laven les llibertats democràtiques comunes, votades pel Parlament per dos terços dels feixistes a causa de la Llei Acerbo.